# Barbara Aland
Barbara Aland, född 12 april 1937 i Hamburg, död 10 november 2024, var en tysk teolog. Hon var fram till hans död 1994 gift med Kurt Aland.
Barbara Aland var professor i Münster och ägnade sig huvudsakligen åt Nya testamentets exegetik från ett textkritiskt perspektiv. Hennes betydelse för textkritisk bibelforskning är avsevärd.
Aland var bland annat verksam vid utgivningen av den vetenskapliga utgåvan av Nya testamentet, Novum Testamentum Graece, ofta kallad Nestle–Aland.